# Dino Kluk
Dino Kluk (* 13. května 1991, Záhřeb, SFR Jugoslávie) je chorvatský fotbalový obránce, od července 2014 hráč FK Dukla Praha.

## Klubová kariéra
V Chorvatsku hrál za mládežnické týmy klubu NK Hrvatski dragovoljac. Poté působil v rakouském Seekirchenu a v červenci 2010 se vrátil do Chorvatska do klubu NK Stupnik. Od ledna 2012 do července 2014 hrál opět v NK Hrvatski dragovoljac.
V červenci 2014 přestoupil jako volný hráč do českého klubu FK Dukla Praha. V 1. české lize debutoval 1. listopadu 2014 v 13. ligovém kole v utkání s týmem SK Dynamo České Budějovice (výhra 3:1), kde v 89. minutě vystřídal na hřišti španělského útočníka Néstora Rogera.